# Osowa Góra (Chmielno)
Osowa Góra (kaszb. Koszkaniô) – część wsi Chmielno w Polsce, położona w województwie pomorskim, w powiecie kartuskim, w gminie Chmielno, na terenie Kaszubskiego Parku Krajobrazowego. Wchodzi w skład sołectwa Chmielno.
W latach 1975–1998 Osowa Góra administracyjnie należała do województwa gdańskiego.